# Distretto di Mé-Zóchi
Il distretto di Mé-Zóchi è un distretto di São Tomé e Príncipe situato sull'isola di São Tomé.

## Società

### Evoluzione demografica
- 1940 18 422 (30,4% della popolazione della nazione)
- 1950 18 056 (30,0% della popolazione della nazione)
- 1960 20 374 (31,7% della popolazione della nazione)
- 1970 20 550 (27,9% della popolazione della nazione)
- 1981 24 258 (25,1% della popolazione della nazione)
- 1991 29 758 (25,3% della popolazione della nazione)
- 2001 35 105 (25,5% della popolazione della nazione)